# Миленко Шербан
Миленко Шербан (Черевић 1907 — Београд 1979) био је српски сликар, сценограф, педагог и директор музеја.

## Биографија
Студирао је сликарство на Академији Колароси и код Андреа Лота у Паризу. По повратку почиње да ради као професор цртања у занатлијској школи у Новом Саду.
Тридесетих година почиње да ради као сценограф Српског Народног позоришта и Народног позоришта Дунавске бановине у Новом Саду. После Другог светског рата радио је као кустос и управник Музеја Матице српске у Новом Саду, до 1948. године, када прелази у Београд где је радио као сценограф у Југословенском драмском позоришту, а касније као професор на Академији примењених уметности и Академији за позориште, филм, радио и телевизију у Београду.
Самостално је излагао од 1926. године. Био је члан група "Облик" и „Шесторица“. Још за његовог живота организовано је неколико ретроспективних изложби његових дела: у Београду 1966. и 1974., у Новом Саду 1968. иу Сремској Митровици 1974. године.
Његови омиљени мотиви били су мртва природа и ентеријер, али у оквиру његовог опуса срећемо и пејзаже, као и бројне портрете. Претходни период његовог стваралаштва обележен је тенденцијама ка колористичком експресионизму, док се његов каснији опус сврстава у оквире српског интимистичког сликарства. Касније се у његов сликама постепено губи мотив и оне се приближавају апстракцији.
Умро је у Београду 1979. године.